# معركة بئر أنزران
معركة بئر أنزران هي مواجهة عسكرية دارت رحاها في 11 أغسطس عام 1979 بين قوات الجمهورية العربية الصحراوية الديمقراطية، أو ما يُعرف باسم جبهة البوليساريو، والقوات المسلحة المغربية في واحة بير أنزاران في الصحراء الغربية التي ادعى كلا الطرفين تبعيتها له.

## المعركة
كانت المغرب بصدد ضم إقليم ريو دي أورو الذي هجرته موريتانيا في 5 أغسطس عام 1979 إلى الأراضي المغربية، وكان الهدف من شن هجوم بير أنزران هو السماح لجبهة البوليساريو بالوصول إلى هذه المحافظة، ولا سيما المناطق الداخلية منها.
كان قوام قوات جبهة البوليساريو يتألف من 2500 إلى 3000 مقاتل و 500 مركبة، بما في ذلك المركبات المدرعة الخفيفة بي آر دي إم-2، وقاذفات الصواريخ المتعددة من طراز بي إم-13، ومركبات جميع التضاريس المجهزة بمدافع عديمة الارتداد عيار 106 ملم ومدافع رشاشة ثقيلة عيار 14.5 أو 20 ملم. وعلى الجانب الآخر كانت حامية بير أنزاران بقيادة قائد كتيبة علي مزرد أوزين تتألف من 800 رجل من فوج المشاة الآلي الثالث، أي كتيبتين.
بدأ القتال في الساعة السادسة والنصف صباحًا واستمر حتى الساعة الرابعة مساءًا، وكان من المفترض أن تتدخل القوات الجوية المغربية بثلاث مقاتلات من طراز إف 5 إيه للدعم بدءًا من الساعة الثامنة والنصف صباحًا، وكان من الممكن أن تحدث اشتباكات بالسكاكين في مواقع معينة. وفي ظهيرة نفس اليوم، شنت القوات المسلحة المغربية هجومًا مضادًا بمقاتلات مغربية من طراز إيه إم إل-90 أدى إلى صد هجوم الكماشة الذي شنته قوات البوليساريو المتنقلة. انخفضت بعد ذلك حدة هجمات قوات البوليساريو الانفصالية ثم توقفت تماما بعدما أصيب بن ولد بهاء قائد المنطقة العسكرية الرابعة للبوليساريو بجروح خلال القتال.
كانت القوات المغربية قد استدعت فوج المشاة الميكانيكي السادس التابع للجيش المغربي بقيادة المقدم محمد غوجدمي كتعزيزات لكنه يصل إلا بعد نهاية القتال.

## الخسائر المادية والبشرية
ادعت جبهة البوليساريو مقتل ما يزيد عن مائتي مقاتل مغربي، وأسر 175 أسير من المغاربة، بينما أعلن الملك المغربي الحسن الثاني أن خسائر جبهة البوليساريو كانت تُقدر بحوالي 500 شخص ما بين قتيل ومصاب ونحو 60 مركبة مدمرة. كان مصدر صحفي تواجد في الموقع أثناء القتال قد ذكر وجود 50 قتيلاً و4 سيارات مدمرة في صفوف جبهة البوليساريو. استولى الانفصاليون على المواد، ولم يبق على الأرض سوى 13 جثة لمقاتلي البوليساريو. تمكن عضو الكونجرس الأمريكي ستيفن سولارز من مقابلة حوالي 100 اسير من مقاتلي جبهة بوليساريو تم أسرهم خلال المعركة.
قامت القوات المسلحة المغربية بترقية قائد الحامية المغربية القائد علي مزرد أوزين إلى رتبة مقدم بعد المعركة. كما أطلقت البحرية الملكية المغربية اسم هذه المعركة على زورق الدورية بير أنزاران الذي دخل الخدمة في عام 2011.